# Gouvernement général de la Lituanie
1812–1813
Entités précédentes :
- Empire russe

Entités suivantes :
- Empire russe

Le Gouvernement provisoire de Lituanie, ou Gouvernement général de la Lituanie (en lituanien Lietuvos laikinosios vyriausybės komisija, également Lietuvos Didžiosios Kunigaikštystės vyriausybės komisija ; en polonais Komisja Rządu Tymczasowego Wielkiego Księstwa Litewskiego, également Komisja Rządząca Tymczasowa Litewska) est l'administration provisoire qui fut mise en place par les Français sur le territoire de la Lituanie, qui avait été conquise par la Grande Armée de Napoléon lors de l'invasion française de la Russie en 1812. Le 14 juillet 1812, la Commission rejoint officiellement la Confédération générale du Royaume de Pologne, créant ainsi le Royaume de Pologne uni.

## Histoire

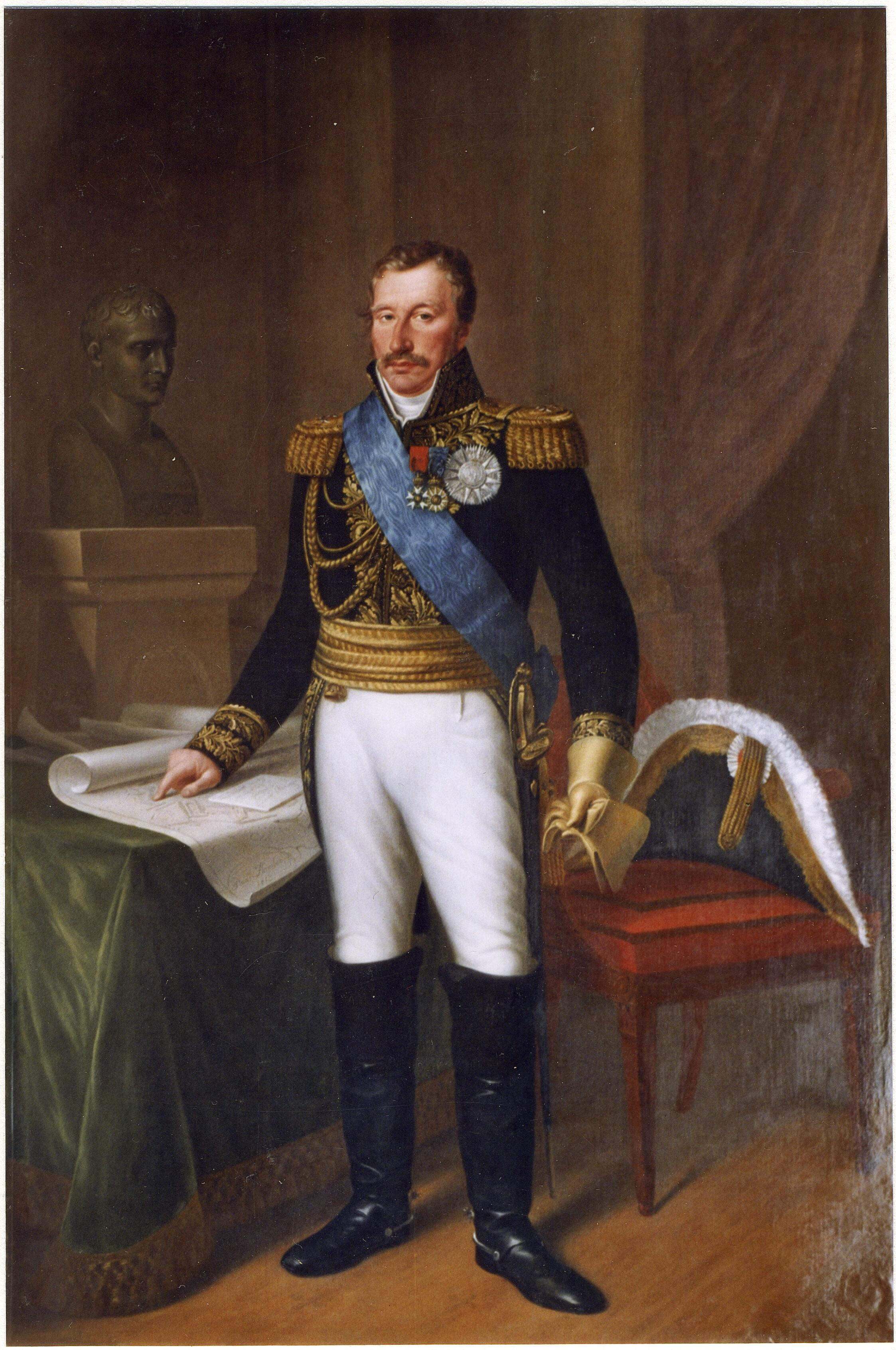
Dirk van Hogendorp, résident français à Vilnius.

Le gouvernement provisoire de Lituanie a été créée le 1er juillet 1812 par ordre de l'empereur français Napoléon Bonaparte. Ses principales tâches comprenaient la création des forces armées lituaniennes et l'approvisionnement des troupes de Napoléon. Les gouvernorats (plus tard transformés en « départements ») de Vilnius, Grodno, Minsk et Białystok furent rattachés à la juridiction du gouvernement de Lituanie.
Les organes centraux, régionaux et locaux de l'administration civile des 4 provinces lui étaient subordonnés. Les départements étaient divisés en divisions dirigées par des sous-préfets. Dans chacun d'eux, et plus tard dans les départements ultérieurement créés de Vitebsk et de Moguilev (non subordonnés au gouvernement, mais au gouverneur militaire Charpentier), une commission administrative de 3 membres, nommés ou agréés par Napoléon, était organisée sous la présidence de l'intendant français. La structure de l’autonomie municipale (de la ville) était organisée selon l’exemple de Vilnius. Dans le même temps, un système de gestion militaro-administrative de la région fut mis en place. Les organes de l'administration napoléonienne s'occupaient principalement de l'organisation des formations armées, de l'approvisionnement des troupes et de la collecte des fonds.
Au départ, le gouvernement provisoire de Lituanie n'avait aucun lien avec la Pologne.
La supervision de la commission fut confiée à l'ancien résident français au duché de Varsovie, le commissaire Louis Pierre Édouard Bignon. Le pouvoir réel était cependant exercé par le général hollandais Dirk van Hogendorp, ancien gouverneur de Java, qui fut nommé gouverneur de Vilnius.
Napoléon, contrairement aux espoirs que nourrissait la Confédération générale du Royaume de Pologne, n'avait pas rétabli le contrôle polonais sur les anciennes terres polono-lituaniennes. Il avait simplement établi, dans les territoires conquis, une administration provisoire, esquivant ainsi les dispositions définitives en attendant la fin de sa nouvelle conquête de la Russie.
Józef Wybicki, envoyé le 11 juillet 1812 à Vilnius avec une délégation du Conseil de la Confédération générale du royaume de Pologne, tenta sans succès d'obtenir de l'empereur qu'il déclarât la restauration du Royaume de Pologne, lequel comprendrait tous les territoires qui avaient été annexés lors des partages de la République des Deux Nations. Napoléon refusa également de rattacher les unités militaires composées de Lituaniens à celles polonaises.
Ce n'est finalement que le 14 juillet 1812 que la Commission rejoignit officiellement la Confédération générale du Royaume de Pologne, créant ainsi le Royaume-Uni de Pologne.
Après l’invasion du territoire lituanien par les troupes russes à la fin de l'année 1812, la Commission fut dissoute.

## Sources
- Janusz Iwaszkiewicz, Litwa w roku 1812 (Lituanie en 1812), Varsovie, 1912.
- Marian Kukiel, Wojna 1812 roku (La Guerre de 1812), Cracovie, 1937.
- A. Rembowski, « Konfederacja Generalna i pospolite ruszenie w roku 1812 » (« La Confédération générale et la levée en masse en 1812 »), Biblioteka Warszawska (La Bibliothèque de Varsovie), vol. 1, 1896, fascicule 3, pp. 478–514; vol. 2, 1896, fascicule 1, pp. 67–86.
- Władysław Zajewski, Józef Wybicki, Varsovie, 1983.
- БЕЛАРУСЬ І НАПАЛЕОН: 200 ГАДОЎ Міхась ГАЛДЗЕНКОЎ "Аналітычная газэта «Сакрэтныя дасьледаваньні»